# Vzhodna Norveška
Vzhodna Norveška (bokmål Østlandet, nynorsk Austlandet) je geografska regija jugovzhodnega dela Norveške. Sestavljajo jo okrožja Vestfold og Telemark, Viken, Oslo in Innlandet.
Vzhodna Norveška je daleč najbolj naseljena regija Norveške. Vsebuje glavno mesto države, Oslo, ki je najbolj naseljeno mesto na Norveškem.
V norveščini se regija imenuje Østlandet in Austlandet ('Vzhodna dežela') v nasprotju z Vestlandetom ('Zahodna dežela').

## Geografija
Leta 2015 je imela regija 2.593.085 prebivalcev, kar je 50,4 % norveškega prebivalstva.
Regijo omejujejo gore na severu in zahodu, švedska meja na vzhodu ter Viken in Skagerrak na jugu. Meja proti Sørlandetu je manj očitna.
Gore dosežejo višino 2469 metrov v gorovju Jotunheimen, najvišji točki v nordijskih državah (brez Grenlandije). Druge pomembne gorske verige so del Dovrefjell na skrajnem severu regije, Rondane severovzhodno od Lillehammerja in druge. Visoka planota Hardangervidda sega v Zahodno Norveško.
Doline so globoko zarezane v gore, od vzhoda proti zahodu so glavne doline Østerdal, Gudbrandsdal, Valdres, Hallingdal, Numedal in številne doline Telemark. Østerdalen je obdan z večinoma ravnimi območji iglastih gozdov, ostali pa so globoko zarezani v gore.
Večino južne polovice Vzhodne Norveške prevladujejo gričevja z borovim in smrekovim gozdom ter kmetijska zemljišča v dolinah.
Območje okoli Oslofjorda in proti severovzhodu je sorazmerno ravno in obstajajo zaplate intenzivno obdelanih zemljišč, predvsem Hedmarken, Toten, Hadeland, Ringerike in druga. Gostota prebivalstva v nižinah je najvišja v državi in približno 40 % prebivalstva države živi znotraj 200 km od Osla. Obalo skrivajo številni otoki, ki poleti ustvarjajo raj za plavalce in čolnarje.

### Okrožja
| Grb | Okrožje              | Št. prebivalcev | Površina (km²) |
| --- | -------------------- | --------------- | -------------- |
|     | Innlandet            | 373.628         | 52.072         |
|     | Oslo                 | 709.037         | 454            |
|     | Vestfold og Telemark | 429.101         | 17.466         |
|     | Viken                | 1.292.241       | 24.593         |

### Podnebje
Podnebje se med okrožji zelo razlikuje. Na obali so zime milejše, poletja pa hladnejša. Bolj v notranjosti so temperaturne razlike čez leto višje. V severnih dolinskih predelih v Innlandetu so pozimi pogosteje izmerjene temperature pod –40 °C. Tudi količina padavin je zelo različna. Skjåk je norveška občina z najmanj padavinami v Vzhodni Norveški. Povprečna količina padavin je 300 mm na leto.

## Zgodovina
Razmejitev Vzhodne Norveške ni bila nedvoumna. Na primer, zgornji deli velikih dolin so bili šteti kot Zahodna Norveška, razmejitev proti Južni Norveški (ki je bila do okrog leta 1900 šteta kot del Zahodne Norveške) pa je bila različna. Delitev države na obalna okrožja in notranja okrožja ima tradicijo vse do vikinške dobe, ko so obalna območja imenovali Viken (od tod morda izraz Vikingi), območja severno od Oslofjorda pa kot Oplandene. Zahodna celinska območja (Valdres in Hallingdal) so dolgo časa pripadala Gulatingetovemu območju dejavnosti (približno današnji Vestlandet), medtem ko so območja v Vikenu pripadala Borgartingetu, gorovje pa Eidsivatingetu.
Kar danes imenujemo regija Vzhodna Norveška, je prej veljalo za dva dela države z dvema različnima pristojnostma. Pri razdelitvi Norveške v Historia Norvegiæ s konca 12. stoletja je ta način razmišljanja v uporabi. Tu je Norveška razdeljena na tri glavne dele: obalno okrožje (Maritima), Oppland (Montana) in Finnmark.
Negotovo je, kdaj so Vzhodno Norveško začeli povezovati z državo, imenovano Norðrvegr, saj je bil ta del države do 11. stoletja največkrat davčna dežela danskih kraljev ("Viken"). Toda to zagotovo ni veljalo za Uplands (notranji Eastland), ki so vsi imeli svoja samoupravna majhna kraljestva brez velikega danskega vpliva.
Do okoli leta 1800 je vse severno in zahodno od Langfjelle veljalo za nordenfjeldske. Do 18. in 19. stoletja so ljudje potovali iz Vzhodne Norveške 'na sever čez goro' in tam so živeli nordmenn, od tod izvira izraz normanvegar za ceste čez Hardangerviddo. Ljudje iz Vzhodne Norveške so se podobno imenovali austmenn. Eilert Sundt je zapisal, da je bila na obali delitev med austmenn in nordmenn pri Egersundu. Erik Pontoppidan je med drugim opozoril na veliko razliko v podnebju med vzhodom in zahodom. William Thrane je zapisal, da je vestenfjeldske sestavljala večina škofije Kristiansand (ki je bila takrat sestavljena iz Agderja, Rogalanda in notranjih delov Telemarka) in celotne bergenske škofije.

## Gospodarstvo
Nižinska območja Vikena veljajo za žitnico države. Tam poleg žit pridelujejo tudi sadje in zelenjavo. Poleg kmetijstva je v Innlandetu zelo pomembno tudi gozdarstvo. Približno 40 odstotkov vseh dreves, posekanih v gozdarske namene na Norveškem, se poseka v Innlandetu.
Okrožje Oslo je destinacija za številne migrante. Leta 2020 je bilo od 485.787 ljudi, ki so delali v Oslu, le 306.708 iz same občine. Vendar pa veliko ljudi, ki delajo v Oslu, prihaja tudi iz delov mesta, ki niso del same občine. V okrožju okoli Osla je storitveni sektor odločilna veja gospodarstva.